# Warenhaus Rothberger

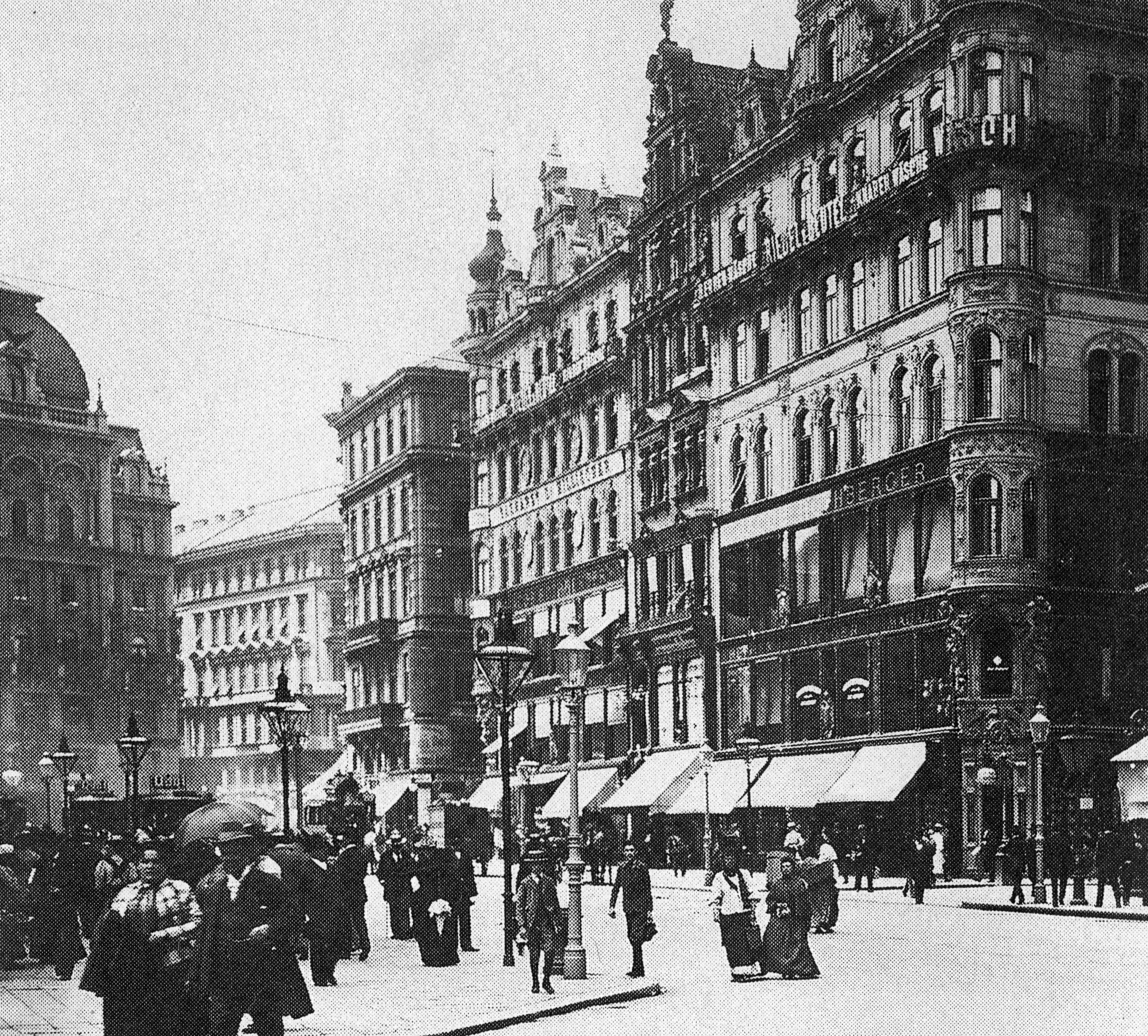
Warenhaus Rothberger am Stephansplatz in Wien, um 1900

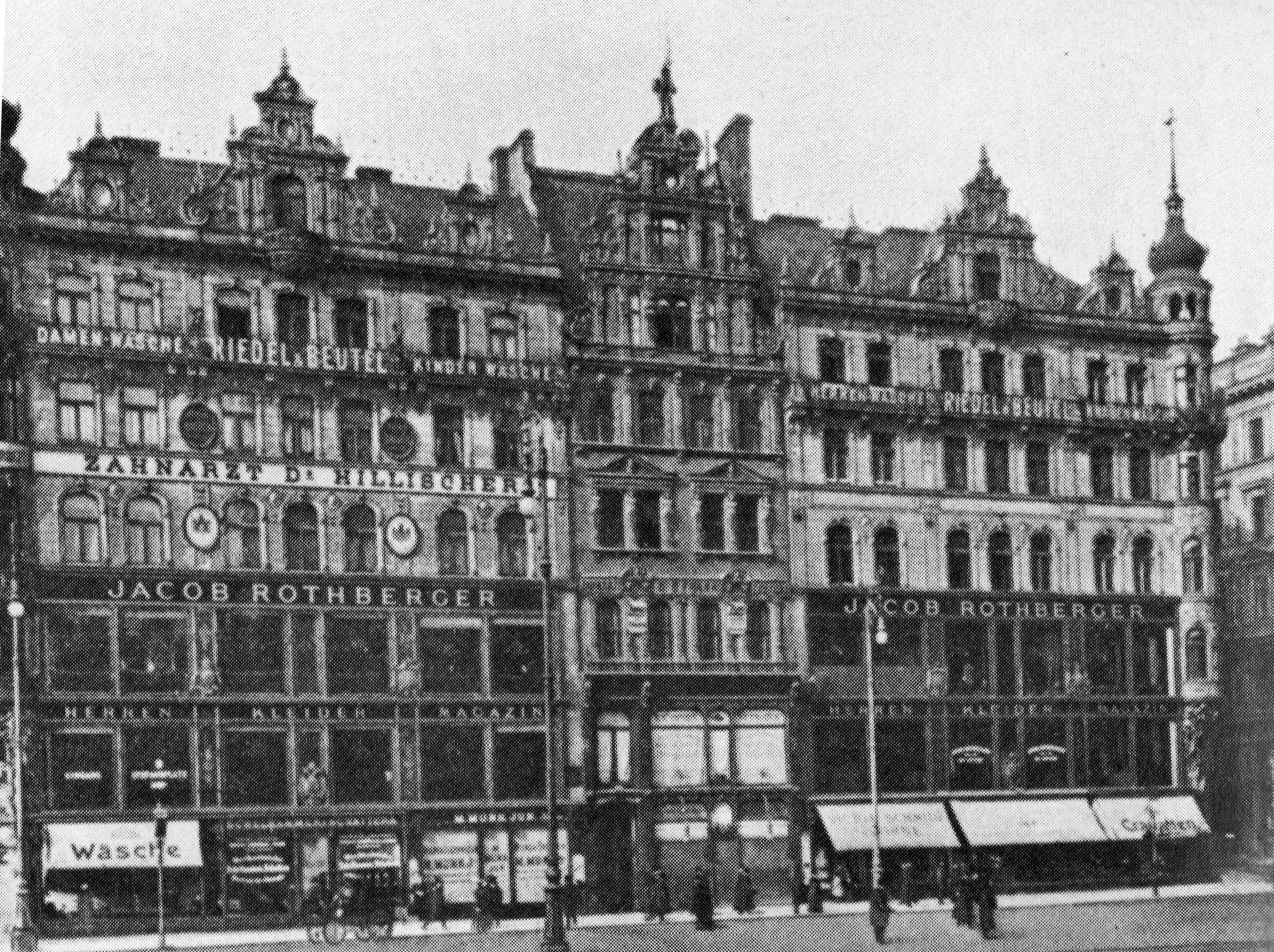
Die beiden Gebäudeteile des Warenhauses wurden durch das schmale Haus Stephansplatz 10 getrennt

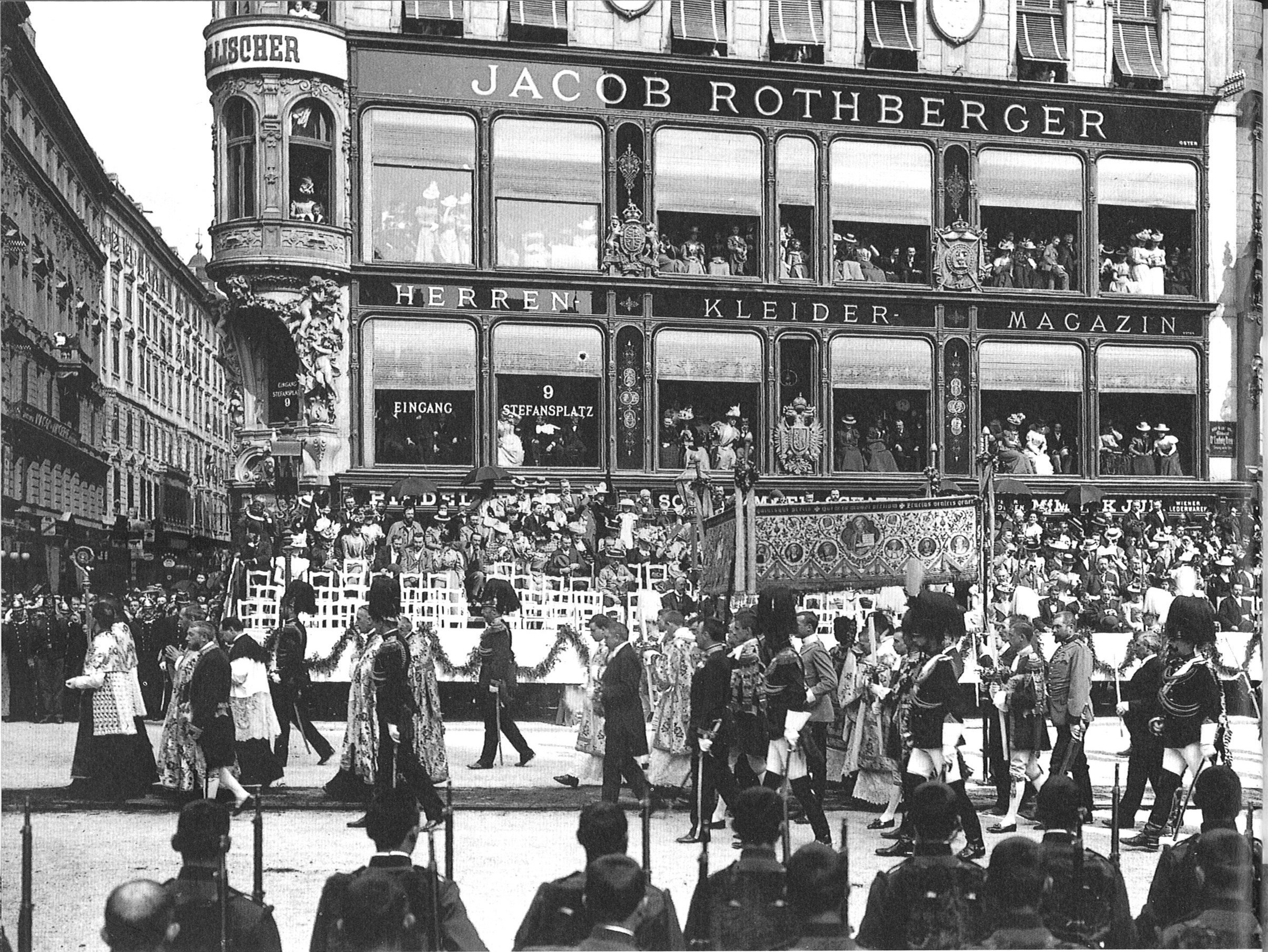
Kaiser Franz Joseph I. zu Fuß während der Fronleichnamsprozession. Schaulustige mieteten sich die besten Plätze im Warenhaus Rothberger um den Kaiser näher zu sehen

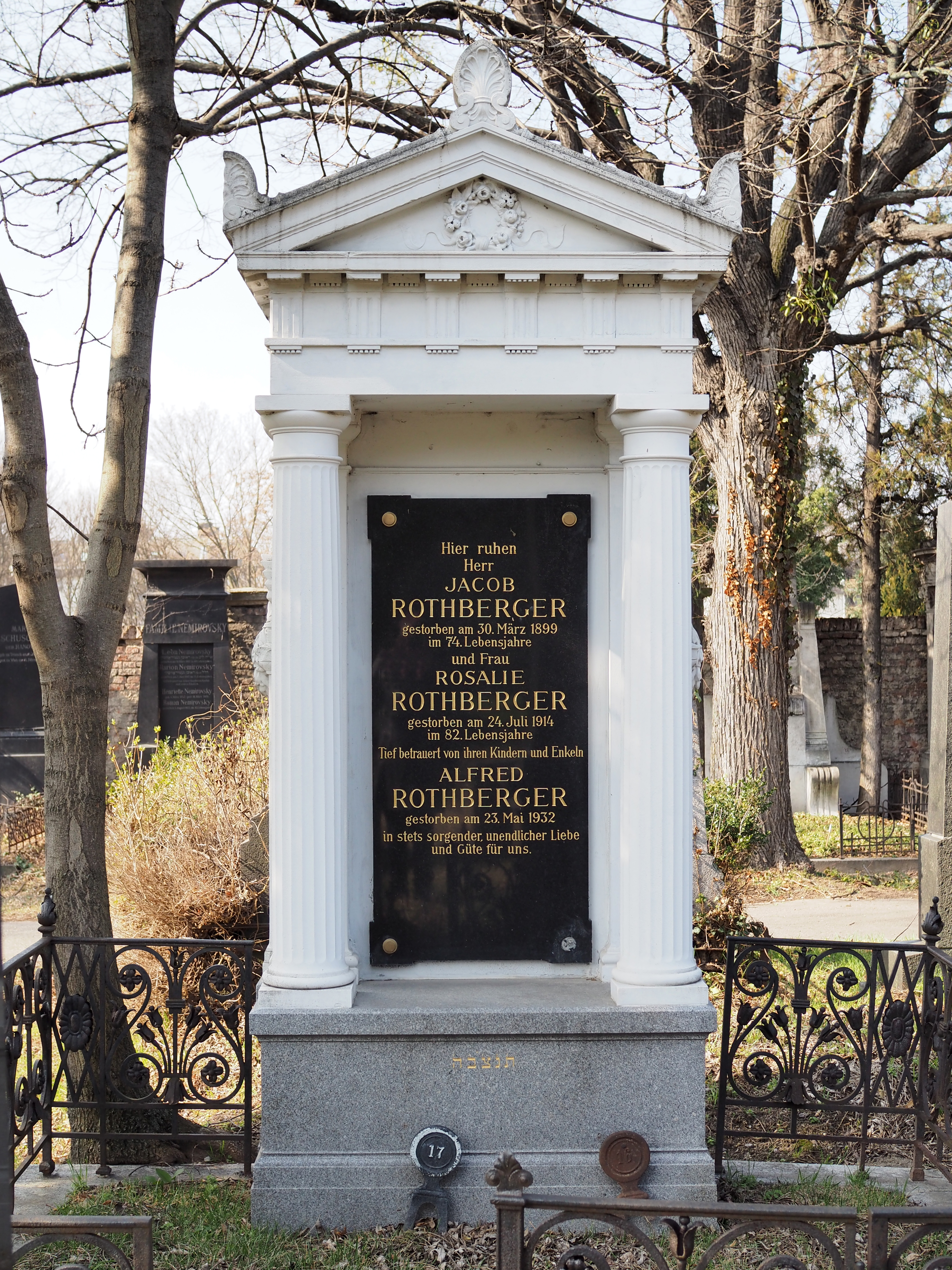
Grab von Jacob Rothberger im alten israelitischen Teil des Wiener Zentralfriedhofes

Das Warenhaus Rothberger, ehemals Stephansplatz 9 und 11, war vor 1938 ein großes Textilkaufhaus in der Wiener Innenstadt.

## Geschichte
Der Unternehmensgründer Jacob Rothberger wurde am 9. Dezember 1825 in Albertirsa im Komitat Pest (Ungarn) geboren und arbeitete mehrere Jahre als Schneider in Paris, wo er auch sein Gesellenstück fertigstellte. 1855 suchte er um die Gewerbeberechtigung als Schneider für die Wiener Innere Stadt an, die er 1856 erhielt. Rothberger hielt sich aber auch von Anfang an einen Vorrat fertiger Kleider. 1861 eröffnete er einen kleinen Laden im dritten Stock des Hauses Stephansplatz 9. Teil der Unternehmenskonzeption war auch eine Kleiderschwemme, wo Kunden ihre alten Kleider abgeben und damit Reduktionen des Kaufpreises neuer Textilien erhalten konnten.
Das damals sich entwickelnde Konfektionsgeschäft wurde durch ein kaiserliches Patent vom 20. Dezember 1859 gefördert, mit dem eine neue liberalere Gewerbeordnung an die Stelle der alten Zunftordnung trat. Das Unternehmen Rothbergers expandierte, es wurde das Haus am Stephansplatz erworben. Der Bauzustand galt allerdings als bedenklich und es ergab sich ein jahrelanger Streit um den Demolierungsauftrag des Magistrats. 1886 wurde der neue „Kleiderpalast“, ein Werk der Architekten des Büros Fellner & Helmer, eröffnet. Das neue Haus entsprach mit seiner elektrischen Beleuchtung, dem hydraulischen Aufzug und der Dampf-Zentralheizung modernsten technischen Standards. Als Einmieter traten das Süßwarengeschäft Victor Schmidt & Söhne sowie ein Wäschegeschäft auf.
1893 erwarb Rothberger, dessen Firma nun schon hunderte Stückmeister in Wien beschäftigte, auch das Haus Stephansplatz 11 und ließ es vom bewährten Architektenteam umbauen. Die Verbindung der beiden Häuser wurde hinter dem dazwischen gelegenen schmalen Haus Stephansplatz 10 vorgenommen.
Im Zuge des Neubaus und notwendiger Anpassungen an die Baulinienbeschränkungen kam es allerdings zu einem Konflikt des patriarchalisch auftretenden Rothberger mit dem Wiener Gemeinderat, und der Konflikt eskalierte, nicht zuletzt wegen der prominenten Lage gegenüber dem Stephansdom und des zunehmenden kleingewerblichen Antisemitismus. In der Gemeinderatssitzung vom 8. Mai 1894 spielten sich deshalb wüste Szenen ab. Das christlichsoziale Gemeinderatsmitglied Josef Gregorig bedauerte es beispielsweise, dass „an alter deutscher Stätte sich eine Judenburg erheben wird, ein Mausoleum von alten Hosen“. Dies behinderte aber zunächst den gedeihlichen Fortgang des Unternehmens nicht. Als Jakob Rothberger am 30. März 1899 starb, hinterließ er ein bedeutendes Vermögen. In den Nachrufen wurde er als Begründer der großen industrialisierten Kleiderkonfektion in Österreich gewürdigt. Die Leitung des Betriebs übernahmen dann – gemeinsam – die Söhne Heinrich (* 13. September 1868 in Wien; † 20. Januar 1953 in Montreal), Alfred (* 24. Oktober 1873 in Wien; † 23. Mai 1932 ebendort) und Moriz (* 24. Dezember 1865 in Wien; † 20. September 1944 ebendort). Zum 50-jährigen Bestand der bereits 1867 als k.u.k. Hoflieferant etablierten Firma erhielt am 20. Mai 1905 jeder Käufer eine gutgehende amerikanische Uhr. Über weitere Festlichkeiten ist nichts bekannt.
Das Unternehmen blieb auch im ersten Drittel des 20. Jahrhunderts erfolgreich und als Familienbetrieb geführt. 1938 nach dem „Anschluss“ wurde es jedoch „arisiert“; als Käufer trat Wilhelm Bührer auf, ein Kaufmann aus Berlin, der bald in wirtschaftliche Schwierigkeiten geriet. Zu Kriegsende 1945 brannten die beiden Rothbergerschen Häuser aus. Es kam dann zuerst zu Sanierungs- und Wiederaufbauarbeiten, die von einem Bankhaus vorfinanziert wurden. Die Rothbergerschen Erben verkauften aber schließlich an eine Versicherung, der Wiederaufbau entsprach den ästhetischen Vorstellungen der Nachkriegszeit.